# 金井紘
金井 紘（かない こう）は、日本のテレビドラマ演出家。早稲田大学政治経済学部卒業後、2006年にフジテレビジョン入社。『HERO』で第82回ザテレビジョンドラマアカデミー賞受賞。同期の藤野良太とともに株式会社storyboard設立に参加。

## 作品

### テレビドラマ
特記のないドラマはフジテレビ作品。
- PRICELESS〜あるわけねぇだろ、んなもん!〜（2012年）
- 人生ごっこ（2013年）
- SUMMER NUDE （2013年）
- ガリレオ 　第2シーズン（2013年）
- 信長協奏曲（2014年）
- HERO（第2期）（2014年）
- ビター・ブラッド（2014年）チーフディレクター
- 恋仲（2015年）チーフディレクター
- 好きな人がいること（2016年）チーフディレクター
- ナオミとカナコ（2016年）チーフディレクター
- 民衆の敵〜世の中、おかしくないですか!?〜（2017年）チーフディレクター
- 貴族探偵（2017年）
- グッド・ドクター（2018年）チーフディレクター
- コンフィデンスマンJP（2018年）
- ラジエーションハウス（2019年）
- 僕だけが17歳の世界で（2020年、AbemaTV）
- スポットライト（2020年、TOKYO MX）
- コントが始まる（2021年、日本テレビ）
- 教祖のムスメ（2022年、毎日放送 / テレビ神奈川 他）
- 30までにとうるさくて（2022年、AbemaTV）監督・演出
- ザ・トラベルナース（2022年、テレビ朝日）チーフディレクター
- 夕暮れに、手をつなぐ（2023年、TBS）チーフディレクター
- unknown（2023年、テレビ朝日）
- ゆりあ先生の赤い糸（2023年、テレビ朝日）チーフディレクター
- Re:リベンジ-欲望の果てに-（2024年、フジテレビ）チーフディレクター
- ザ・トラベルナース（2024年、テレビ朝日）チーフディレクター
- キャスター（2025年、TBS）

### 映画
- ボクと君（2020年）
- Juvenilizm-青春主義-Special Short Film-（2020年）